# Marido en alquiler
Marido en alquiler – amerykańska telenowela z 2013 roku. Wyprodukowana przez wytwórnię Telemundo. Jest to remake brazylijskiej telenoweli Fina Estampa wyemitowany przez Rede Globo w 2011.
Telenowela była emitowana m.in. w Stanach Zjednoczonych na kanale Telemundo od 10 lipca 2013 do 13 stycznia 2014.

## Obsada
| Aktor                   | Postać                           |
| ----------------------- | -------------------------------- |
| Sonya Smith             | Griselda Carrasco                |
| Juan Soler              | Reinaldo Ibarra                  |
| Maritza Rodríguez       | Teresa Cristina Palmer de Ibarra |
| Roberto Manrique        | Enrique „Kike” Salinas Carrasco  |
| Gabriel Coronel         | Antonio Salinas Carrasco         |
| Kimberly Dos Ramos      | Patricia Ibarra Palmer           |
| Ricardo Chávez          | Gabriel Rodríguez                |
| Pablo Azar              | Rafael Álamo                     |
| Paulo Quevedo           | Juan Pablo Palmer                |
| Sandra Destenave        | Esther Salas de Palmer           |
| Ariel Texido            | Rosario „Ro” Flores              |
| Daniela Navarro         | Bárbara González                 |
| Alba Roversi            | Tía Iris                         |
| José Guillermo Cortines | Máximo Durán                     |
| Maite Embil             | Celeste Porras                   |
| Ismael La Rosa          | Samuel                           |
| Víctor Corona           | Manuel Porras                    |
| Dad Dager               | Paloma Ramos                     |
| Ana Carolina Grajales   | Amalia Salinas Carrasco          |
| Gabriel Valenzuela      | Fernando                         |
| Adrián Carvajal         | Daniel                           |
| Jalymar Salomón         | Clara Martínez                   |
| Anthony Alvarez         | Iván Rogue                       |
| Adriana Lavat           | Marcela                          |
| Sandra Eichler          | Alba Perkins                     |
| Maria del Pilar Perez   | Vanessa Flores                   |
| Sol Rodríguez           | Sol Porras                       |
| Elluz Peraza            | Mirna Bello                      |
| Ahrid Hannaley          | Beatriz                          |
| Gustavo Pedraza         |                                  |
| Luis Alvarez Lozano     | Leonardo Martínez                |
| Nadia Escobar           | Elsa                             |
| Emmanuel Perez          | Kikito                           |